# Olifants River (Limpopo)
L'Olifants River (o Lepelle, come è stato ribattezzato in anni recenti) è un fiume che attraversa il Mozambico e il Sudafrica, per sfociare nel fiume Limpopo.